# Eukoenenia corozalensis
Espèce
Eukoenenia corozalensis est une espèce de palpigrades de la famille des Eukoeneniidae.

## Distribution
Cette espèce est endémique du Chiapas au Mexique. Elle se rencontre vers Ocosingo.

## Étymologie
Son nom d'espèce, composé de corozal et du suffixe latin -ensis, « qui vit dans, qui habite », lui a été donné en référence au lieu de sa découverte, Frontera Corozal.

## Publication originale
- Montaño & Francke, 2006 : Descripción de una nueva especie de palpígrado (Arachnida: Palpigradi) del género Eukoenenia, colectado en la selva Lacandona, en México. Entomología Mexicana, vol. 5, p. 162–166.